# HD 206610 b
HD 206610 b (بالإنجليزية: HD 206610 b)‏ الذي يرمز له بالرمز HD 206610b، هو كوكب خارج المجموعة الشمسية، في كوكبة الدلو (كوكبة).

## الاكتشاف
اكتشف في 2010، وكانت طريقة الاكتشاف Doppler spectroscopy.